# Mönchsturm (Frankfurt am Main)

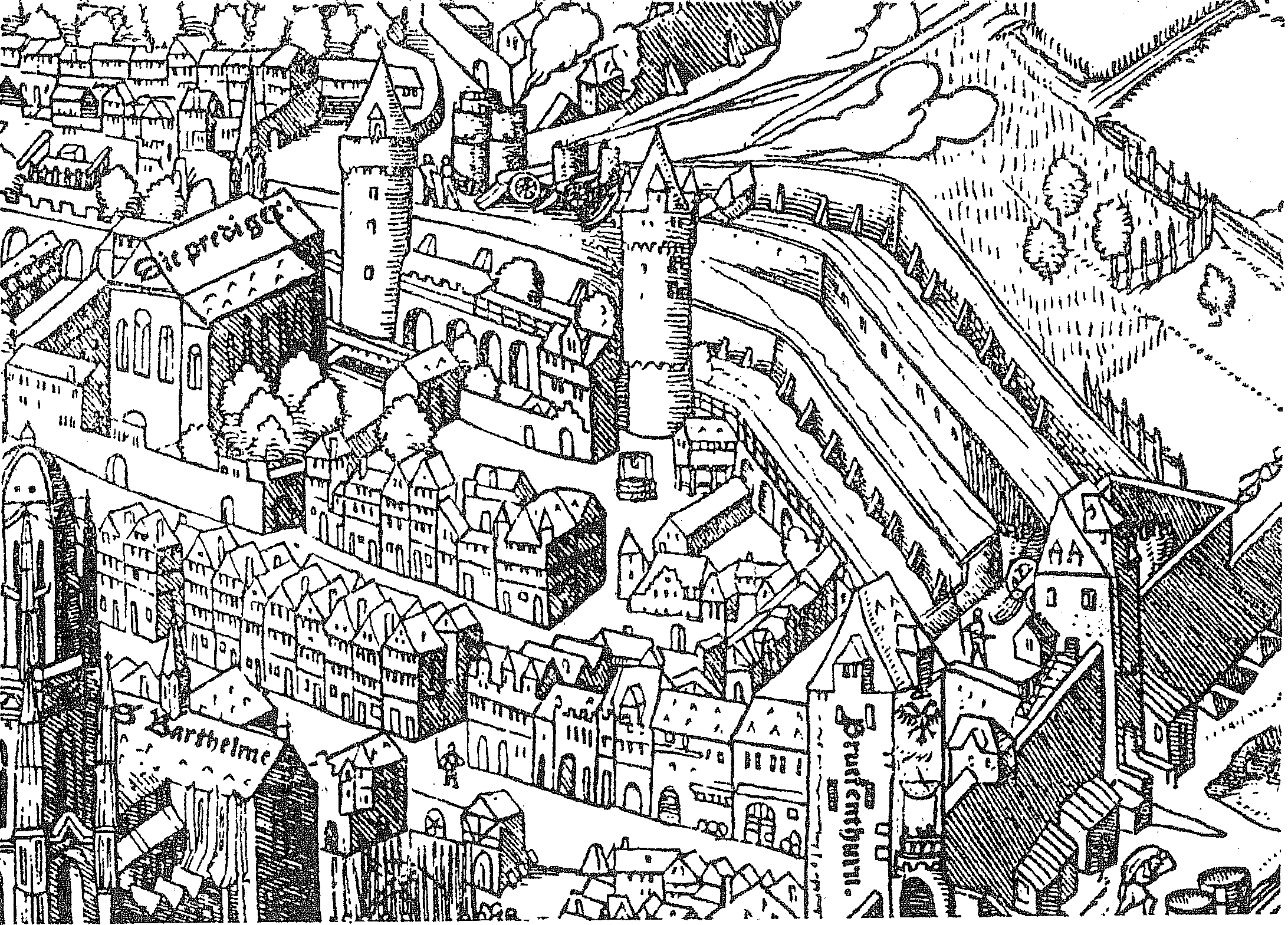
Der Mönchsturm und das Dominikanerkloster (links) auf Fabers Belagerungsplan 1553. Rechts daneben der Fronhofturm und die Staufenmauer

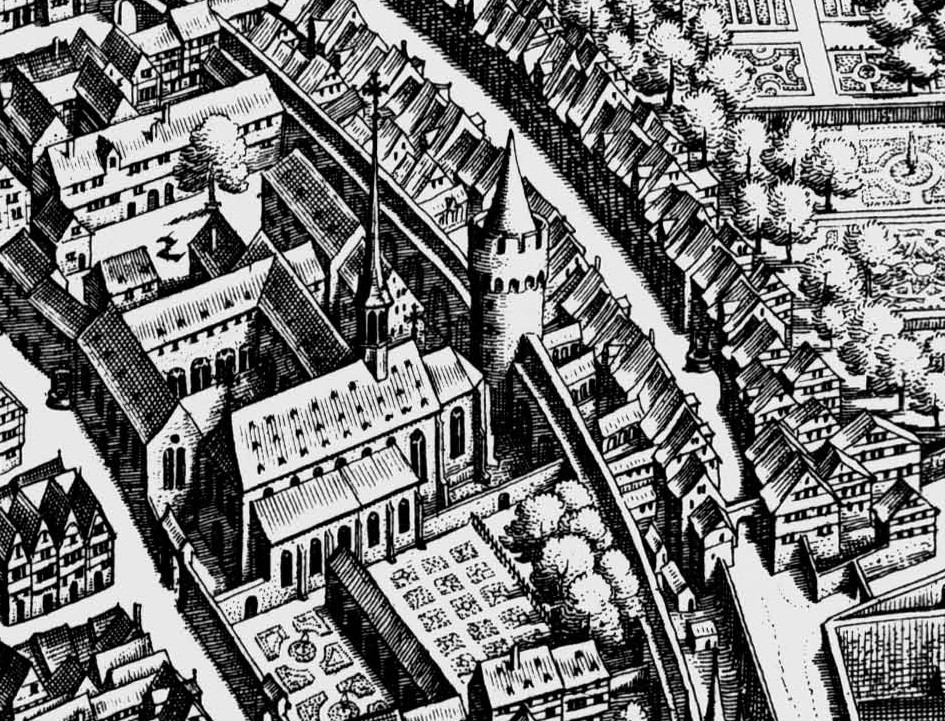
Dominikanerkloster, Mönchsturm und Judengasse auf Merians Vogelschauplan, 1628

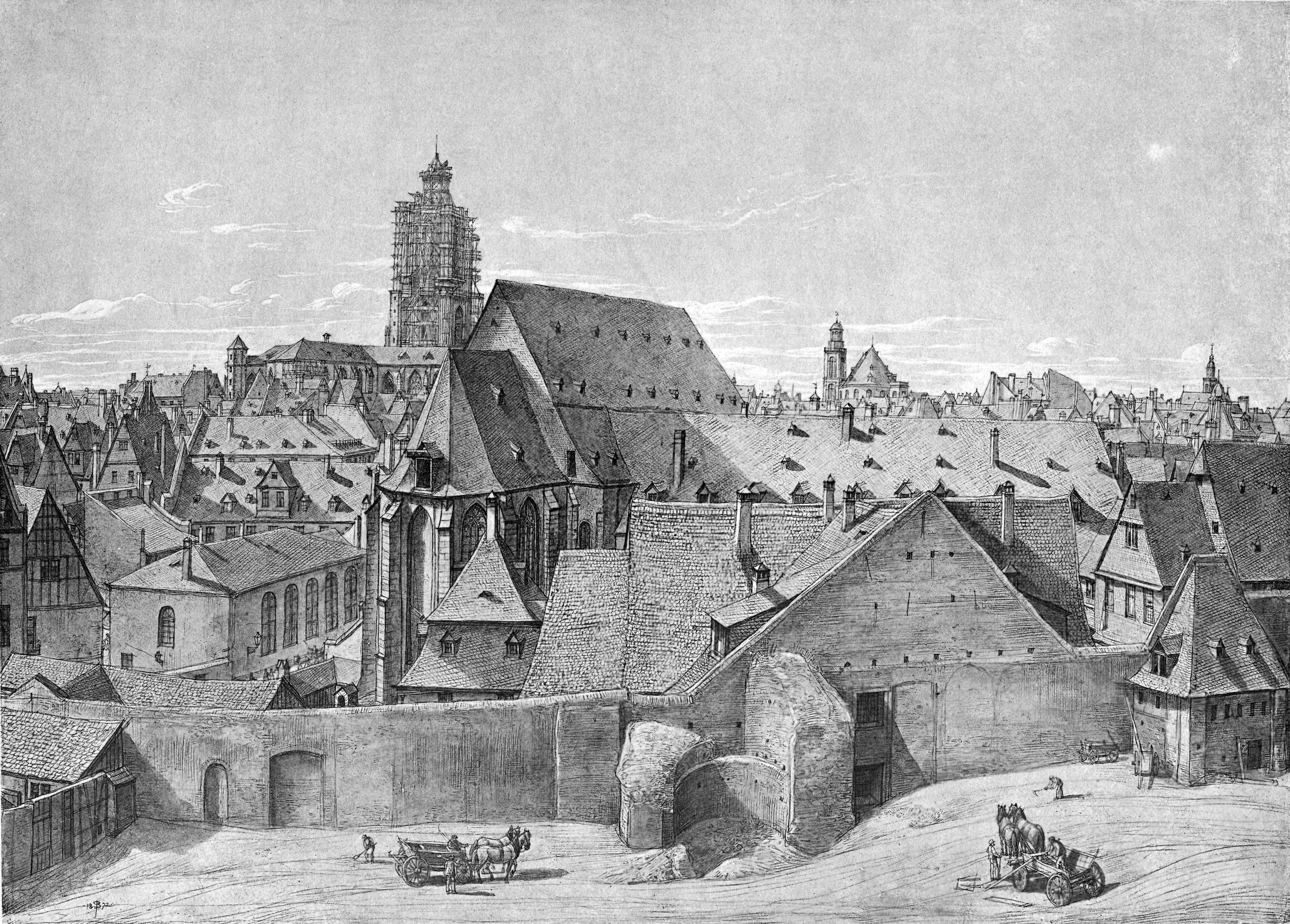
Das ehem. Dominikanerkloster und der Stumpf des 77 Jahre zuvor eingestürzten Mönchsturms, nach Abriss der Westseite der Judengasse, 1872

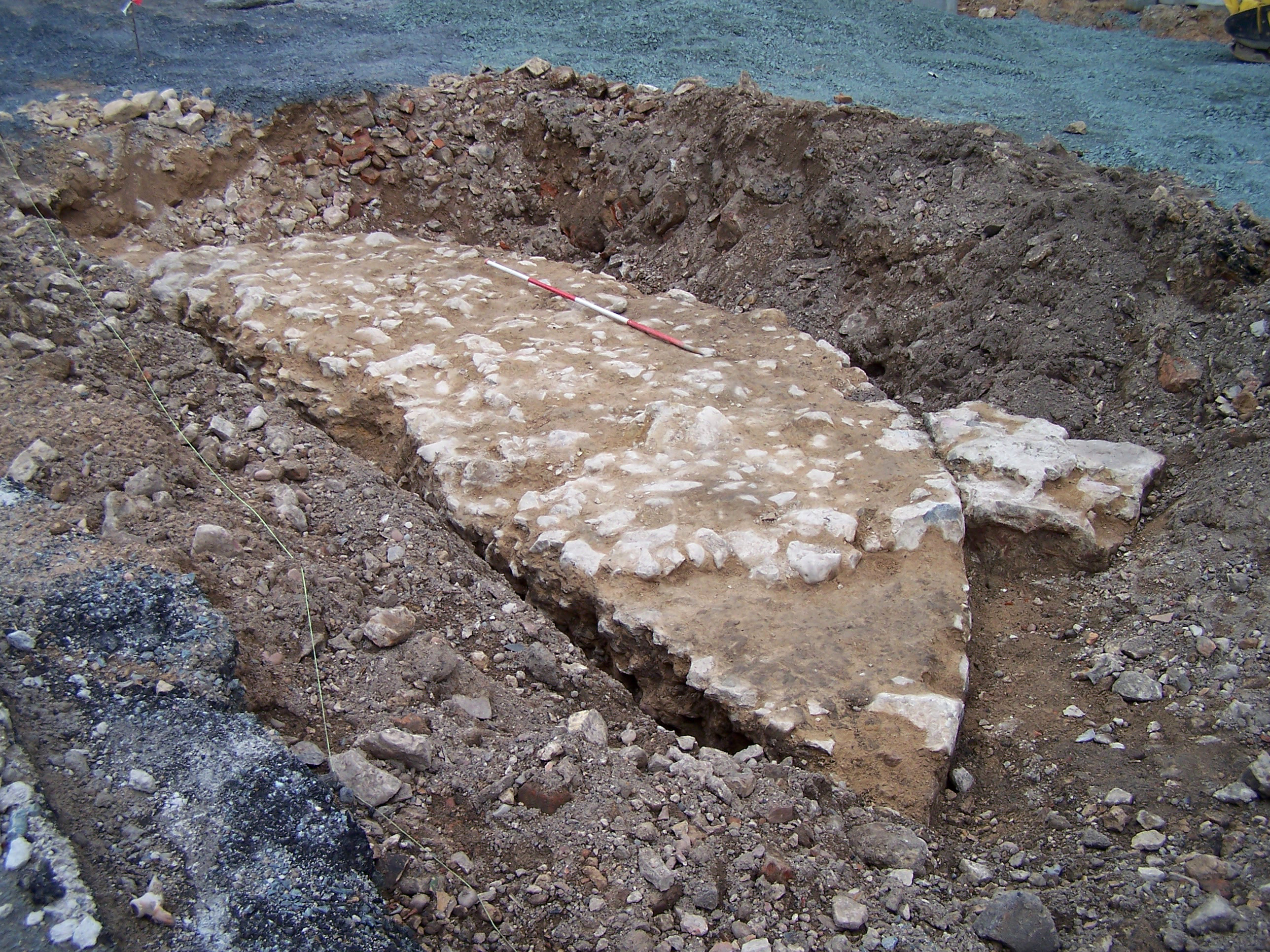
Grundmauern des Mönchsturms am 27. Juli 2011 unter der aufgerissenen Kurt-Schumacher-Straße

Der Mönchsturm war ein Wehrturm der Stadtbefestigung von Frankfurt am Main. Er befand sich auf der südöstlichen Seite der Stadt an der zur Bauzeit nicht mehr unmittelbar militärischen Zwecken dienenden, im 12. Jahrhundert errichteten Staufenmauer, in direkter Nachbarschaft zum Dominikanerkloster, dem er seinen Namen verdankte. Auf der anderen Seite wurde im 15. Jahrhundert das jüdische Ghetto, die Judengasse, angelegt, so dass der Turm genau zwischen Kloster und Ghetto stand und Letzteres zeit seiner Existenz überragte.
Der Turm wurde 1356 erbaut und 1406 nochmals erhöht. Zur Zeit der Aufgabe der Stadtbefestigungen und dem Bau des Fischerfeldviertels stürzte der Mönchsturm 1795 ein, sein Turmstumpf blieb noch bis zum Abriss der östlichen Straßenseite der Judengasse 1884/85 erhalten.
Der Turm stand hinter dem Chor der Klosterkirche auf einem nicht öffentlich zugänglichen Grundstück. Aufgrund der unmenschlichen Enge im Judenviertel wurde seine Ostseite mit engen Hinterhöfchen zugebaut. Die direkte Nachbarschaft von Ghetto und Kloster führte immer wieder zu Konflikten. So ragten etwa die Abtritte des Klosters im Bereich des Mönchsturms über die Stadtmauer hinaus auf das Gebiet der Juden.
Sein südlicher Nachbarturm war der 1350 errichtete und ähnlich gestaltete Fronhofturm, der nächste Turm im Nordwesten war die Bornheimer Pforte am nördlichen Ende der Fahrgasse, dort, wo diese heute auf den Platz Konstablerwache stößt. Der dortige Abschnitt der Staufenmauer ist bis heute erhalten. Zwischen diesen beiden wurde später eine kleine Pforte eingerichtet, durch die das Judenbrückelchen über den inzwischen überbauten Wassergraben einen dritten, mittigen Zugang zur Judengasse bot. Die beiden anderen Tore dorthin befanden sich an den beiden Enden der Straße, an der Bornheimer Pforte im Norden und am Judenmarkt im Süden.
Der Turm besaß einen runden Grundriss und einen glatten, zylindrischen Turmschaft, über dem sich eine auskragende, durch Zinnen geschützte Plattform befand. Den Abschluss bildete ein hoher kegelförmiger Turmhelm.
Der Mönchsturm und seine gesamte städtebauliche Umgebung mit Ausnahme der Dominikanerkirche sind heute völlig aus dem Stadtbild verschwunden. Kurz vor Einsturz des Turms wurde 1793 mit dem Bau des Fischerfeldviertels begonnen. Der Ghettozwang wurde 1811 aufgehoben, die Judengasse 1869/70 (Westseite) und 1884/85 (Ostseite) abgerissen. Der Durchbruch der nördlich am Kloster vorbei trassierten Battonnstraße brachte den modernen Großstadtverkehr in diesen Stadtquartier. Der Judenmarkt (ab 1885 Börneplatz) am Südende der Judengasse wandelte sich zu einem Großstadtplatz mit repräsentativen Bauwerken der jüdischen Gemeinde. Die einschneidendste Veränderung brachte die Vernichtung der Altstadt im Bombenkrieg im März 1944, gefolgt vom Wiederaufbau. Durch die Anlage der breiten Kurt-Schumacher-Straße verschwanden ganze Quartiere aus dem Stadtplan.
Der ehemalige Standort des Mönchsturms ist heute vor Ort normalerweise nicht mehr erkennbar. Orientierung bietet der wiederaufgebaute Chor der Dominikanerkirche, der die westliche Platzwand des Börneplatzes bildet. Der Turm stand ungefähr in der Mitte der heutigen Fahrbahn der Kurt-Schumacher-Straße, zwischen dem nördlich der Kirche gelegenen, vom Evangelischen Regionalverband genutzten Klostergebäude auf der westlichen und dem Eingang des Museum Judengasse auf der östlichen Straßenseite. Ende Juli 2011 wurden bei Bauarbeiten zur Sanierung der Kurt-Schumacher-Straße unter dem Straßenniveau Reste des Turmes wiederentdeckt. Der daraus rekonstruierte Grundriss des Mönchsturms wurde – ähnlich wie zuvor bereits am ehemaligen Standort des Ulrichsteins am Mainufer in Frankfurt-Sachsenhausen geschehen – durch einen Ring aus Pflastersteinen im Straßenbelag aus Asphalt gekennzeichnet.